# Arnīa
Arnīa är en ort i Indien.   Den ligger i distriktet Jammu och unionsterritoriet Jammu och Kashmir, i den norra delen av landet, 500 km nordväst om huvudstaden New Delhi. Arnīa ligger 275 meter över havet och antalet invånare är 9 662.
Terrängen runt Arnīa är mycket platt. Runt Arnīa är det mycket tätbefolkat, med 1 095 invånare per kvadratkilometer. Närmaste större samhälle är Bishnāh, 11,3 km nordost om Arnīa. Trakten runt Arnīa består till största delen av jordbruksmark.